# Atsuma, Hokkaidō
Atsuma (厚真町 Atsuma-chō) là thị trấn thuộc huyện Yūfutsu, phó tỉnh Iburi, Hokkaidō, Nhật Bản. Tính đến ngày 1 tháng 10 năm 2020, dân số ước tính thị trấn là 4.432 người và mật độ dân số là 11 người/km2. Tổng diện tích thị trấn là 404,56 km2.